# Muszyna (gmina)
Muszyna – gmina miejsko-wiejska w Polsce położona w województwie małopolskim, w powiecie nowosądeckim. W latach 1975–1998 gmina administracyjnie należała do województwa nowosądeckiego. Siedzibą gminy jest Muszyna.
Sąsiaduje z gminami Krynica-Zdrój, Łabowa, gmina Piwniczna-Zdrój oraz ze Słowacją.

## Geografia
Gmina położona jest na pograniczu polsko-słowackim, w dolinie Popradu i dwóch jej dopływów – potoków Szczawnik i Muszynka. Północną granicę gminy wyznacza pasmo Jaworzyny. Zajmuje obszar 141,99 km², w tym: użytki rolne 33%, użytki leśne 62%. Stanowi to 9,16% powierzchni powiatu.

## Sołectwa
Andrzejówka, Dubne, Jastrzębik, Leluchów, Milik, Powroźnik, Szczawnik, Wojkowa, Złockie, Żegiestów oraz miasto Muszyna.

## Historia
Pierwsza wzmianka o Muszynie pochodzi z 1209 roku, kiedy to król węgierski Andrzej II nadał jednemu ze swoich dworzan prawo pobierania ceł. W 1288 roku Muszyna wraz z okolicami przeszła we władanie biskupów krakowskich. Ziemie te zwane były odtąd „kluczem muszyńskim”, a w jego skład wchodziły dwa miasteczka i trzydzieści pięć wsi. Około roku 1364 Muszyna została lokowana na prawie magdeburskim przez Kazimierza Wielkiego. W roku 1772 zaborca austriacki dokonał kasacji klucza muszyńskiego. W latach 1768–1772 w okolicy Muszyny miały miejsce walki konfederatów barskich z wojskami rosyjskimi. W XIX wieku odkryto lecznicze znaczenie źródeł wód mineralnych występujących w Muszynie i prowadzono badania ich składu. W 1928 roku Muszynę zaliczono do miejscowości o znaczeniu klimatycznym, a w 1930 roku nadano jej status uzdrowiska.
Gmina zbiorowa Muszyna została utworzona 1 sierpnia 1934 w powiecie nowosądeckim w woj. krakowskim z dotychczasowych jednostkowych gmin wiejskich: Andrzejówka, Dubne, Jastrzębik, Leluchów, Milik, Powroźnik, Szczawnik, Wojkowa, Złockie i Żegiestów.
W 1939 roku do gminy wcielono anektowane w 1938 roku fragmenty czechosłowackiej doliny Popradu, obejmującej skrawki gmin Legnawa, Starzyna, Mały Lipnik i Mały Sulin, łącznie z tzw. Słowacką Łopatą (głębokim meandrem Popradu między Żegiestowem-Zdrojem a Łopatą Polską).
W czasie II wojny światowej w gminie działały organizacje podziemne, siatka kurierska i prowadzone było tajne nauczanie.
Po wojnie powrócono do stanu sprzed wojny. Według stanu z dnia 1 lipca 1952 roku gmina składała się z 10 gromad: Andrzejówka, Dubne, Jastrzębik, Leluchów, Milik, Powroźnik, Szczawnik, Wojkowa, Złockie i Żegiestów. Gmina została zniesiona 29 września 1954 roku wraz z reformą wprowadzającą gromady w miejsce gmin, a jej obszar podzielono na gromady:
- Muszyna (Dubne, Jastrzębik, Leluchów, Milik, Powroźnik, Szczawnik, Wojkowa i Złockie),
- Żegiestów (Andrzejówka, Żegiestów).

Gminę Muszyna reaktywowano 1 stycznia 1973 roku w powiecie nowosądeckim w woj. krakowskim o identycznym obszarze.
1 czerwca 1975 gmina znalazła się w nowo utworzonym woj. nowosądeckim.
1 stycznia miasto i gminę wiejską Muszyna połączono w jedną gminę miejsko-wiejską Muszyna.

## Demografia

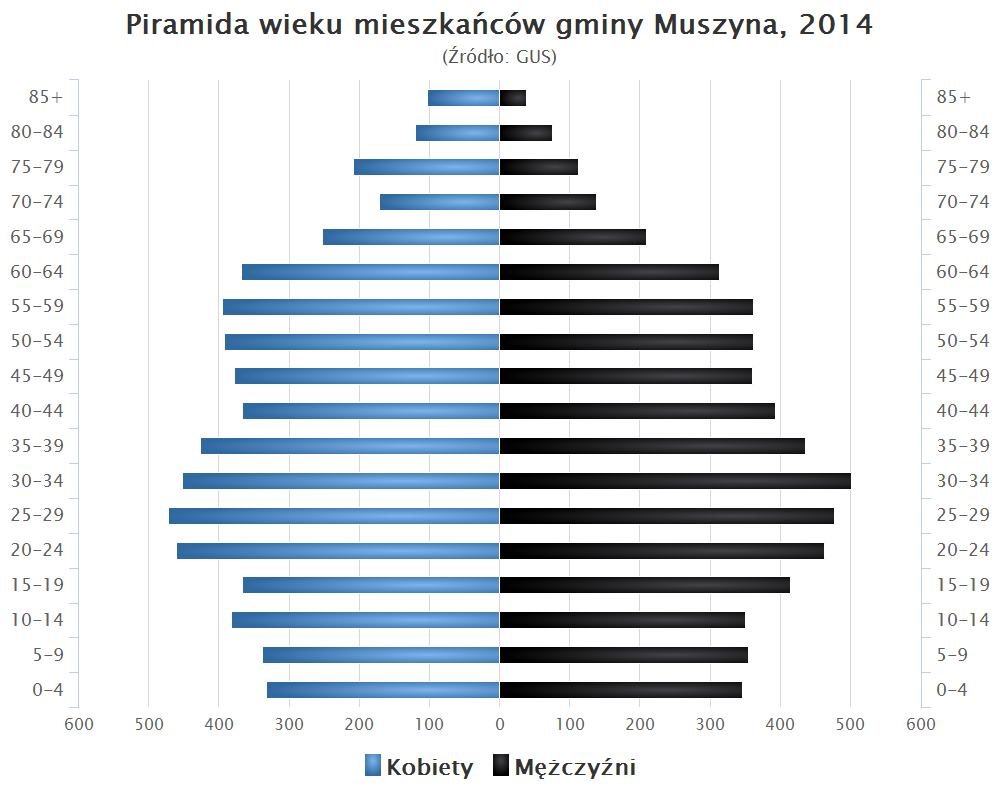
Piramida wieku mieszkańców gminy Muszyna w 2014 roku

## Zabytki
- Zabytki Muszyny.
- Dawne połemkowskie cerkwie grekokatatolickie w Andrzejówce, Miliku, Dubnem, Leluchowie, Jastrzębiku, Szczawniku, Złockiem, Żegiestowie, Wojkowej oraz najstarsza z XVII wieku w Powroźniku.

## Turystyka
Najbardziej rozpowszechnioną dyscypliną sportów zimowych na terenie gminy jest narciarstwo. Wyciągi narciarskie funkcjonują w Powroźniku, Złockiem, Szczawniku i Jastrzębiku, narciarskie trasy biegowe w Złockiem.
Latem korzystać można z pieszych i rowerowych szlaków turystycznych, kąpielisk oraz przejażdżek konnych zarówno bryczkami jak i wierzchem oznakowanymi szlakami. Na terenie gminy znajdują się też korty tenisowe, boiska, kryte baseny oraz miasteczko wodne.

## Uzdrowisko
Głównym bogactwem naturalnym Gminy Muszyna są zasoby leczniczych wód mineralnych, które wykorzystywane są do kuracji pitnej, kąpieli i aerozoterapii w ośrodkach sanatoryjnych. W skład gminy wchodzą trzy uzdrowiska; Muszyna, Złockie, Żegiestów. W Złockiem istnieje 10 naturalnych ujęć wody mineralnej. Miejscowe zdroje to szczawy wodorowęglanowo-sodowo-magnezowe, żelaziste z dużą ilością wolnego dwutlenku węgla.

## Ochrona przyrody
Na terenie gminy istnieją rezerwaty przyrody:
- Las Lipowy Obrożyska
- Hajnik
- Rezerwat „Żebracze”

## Wspólnoty religijne
- Kościół rzymskokatolicki: 6 parafii
- Świadkowie Jehowy: zbór[11]